# Яворовський Микола Іванович
Мико́ла Іва́нович Яворо́вський (2 (14) грудня 1842, село Голубече Ольгопільського повіту Подільської губернії, нині Крижопільського району Вінницької області — 8 грудня 1919, Кам'янець-Подільський)  — історик, дослідник Поділля, редактор (з 1887), пізніше співредактор журналу «Труды Подольского епархиального историко-статистического комитета» (Кам'янець-Подільський), згодом під назвою «Труды комитета для историкостатистического описания Подольской епархии».

## Біографія
Народився Микола Іванович у сім'ї священика села Голубечого Івана Віссаріоновича Яворовського (1814—1867). Навчався спочатку в Подільській духовній семінарії, а згодом у Київській духовній академії, яку закінчив 1867 року. У 1867—1886 викладав у Подільській духовній семінарії, а з 1886 до 1917 — наглядач Кам'янецького духовного училища.
З 1917 — на пенсії, проживав на околиці Кам'янця-Подільського. Помер 8 грудня 1919 року після того як захворів на запалення легенів.

## Науковий доробок
Заснував разом із Ю.Сіцінським, І.Шиповичем, П.Вікулом, М.Яворським, П.Гліщинським Комітет для церковно-статистичного та історичного опису Подільської єпархії, який був у 1903 році реорганізований у Подільське церковне історико-археологічне товариство. Товариство займалося усіми краєзнавчими дослідженнями Поділля. М. І. Яворовського займав посаду товариша голови та скарбника. Головою цього товариства було обрано Ю. Й. Сіцінського.
Свої результати досліджень краєзнавці відображали в експонатах Кам'янець-Подільського Давньосховища (історичного музею), публікаціях документальних матеріалів у «Трудах» товариства (всього вийшло 12 їх випусків, редактором перших 5-ти томів був Яворський), а також в історичних дослідженнях. Протягом 1883—1891 років М. І. Яворовський був одним із редакторів «Подольских епархиальных ведомостей», де також друкувалися праці членів товариства. Сам Яворовський у цьому часопису надрукував:
- «Памятники униатской церковно-литературной деятельности в конце прошлого и начале настоящего столетия» (1869),
- «Медоварение на Руси и остатки его при церквах Подольской епархии» (1878),
- «Дом зажиточного Подольского священника и комнатные украшения во вкусе прошлого века» (1880) та ін.

Яворовському також належать історико-статистичні описи багатьох подільських міст, містечок та сіл (Бару, Жванця, Панівців, Цвіклівців, Почапинців, Устя та ін.). Він також вніс вклад і в археографію, зокрема надрукувавши ряд історичних документів (грамота Ягайла на володіння селом Лядовою, універсал Богдана Хмельницького, історико-парафіяльні документи села Голубечого та ін.) у «Трудах Подольского епархиального историко-статистического комитета». Видана в 1912 році у Кам'янці-Подільському «История гражданской и церковной жизни Подолии» стала його узагальнюючою працею з історії громадського і церковного життя на Поділлі.
Велику увагу приділяв Яворовський і становленню та розвитку музейної справи на Поділлі. Зокрема, з його ініціативи 30 січня 1890 року у Кам'янці-Подільському при Подільському єпархіальному історико-статистичному комітеті було відкрито Давньосховище (історичний музей), що мав три відділи: бібліотеку, архів і, власне, музей.